# 중국의 붉은 별
《중국의 붉은 별》은 1937년 에드거 스노가 쓴 책이다. 중국 공산당이 유격대 시절 작성돼 아직 서양인들에게는 잘 알려지지 않은 기록이다. 
에드거 스노는 1936년 중국 붉은 군대와 함께 보낸 몇 달을 회상한다. 대부분의 시간 동안 그는 그들의 바오안에 있었다. 그들은 그가 떠난 후에야 옌안으로 옮겼다.
스노는 마오쩌둥과 다른 최고 지도자들과의 광범위한 인터뷰를 통해 장정(長征)에 대한 생생한 묘사와 함께 저우언라이, 펑더화이, 린뱌오, 허룽, 마오쩌둥 자신의 삶에 대한 지도자들의 일대기를 보여준다.
스노가 글을 썼을 때 서방세계에 공산당이 장악하고 있는 지역에서 무슨 일이 벌어지고 있는지에 대한 믿을만한 보고는 없었다. 스노는 공산주의 운동과는 관련이 없는 국제 언론인 신분으로 그의 보도에 진실성을 부여했다. 공산주의 지역에서의 활활 타오르는 사진들은 국민당 정부의 암울하고 부패한 모습과 대조된다. 많은 중국인들은 마오쩌둥과 공산주의 운동에 대해 알게 되었고, 북미와 유럽의 독자들, 특히 자유주의적 견해를 가진 독자들은 그들이 반파시즘적이고 진보적이라고 해석한 운동에 대해 알게 되었다. 스노는 마오쩌둥의 새로운 제2차 통일전선이 폭력적인 계급투쟁을 남길 것이라고 보도했다. 
이 책은 역사적인 고전으로, 마오쩌둥 관련 연구의 중요한 자료로 쓰인다.

## 같이 보기
- 노먼 베순
- 님 웨일스